# Phare de Fortino Tenaglia
Le phare de Fortino Tenaglia (en italien : Faro di Fortino Tenaglia) est un phare actif situé sur un promontoire faisant partie du territoire de la commune de Bacoli (ville métropolitaine de Naples), dans la région de Campanie en Italie. Il est géré par la Marina Militare de Naples.

## Histoire
Le premier phare a été construit en 1856 sous le royaume des Deux-Siciles sur un promontoire du golfe de Pouzzoles. Détruit durant la Seconde Guerre mondiale il a été reconstruit en 1950. Il se situe sur un îlot joint au continent par un isthme. Sur cet îlot se trouve un bastion associé au château aragonais de Baïes. Il est entièrement automatisé et alimenté par des panneaux photovoltaïques.

## Description
Le phare  est une tour cylindrique en béton de 8 m de haut, avec galerie et lanterne, sur une plateforme. La tour est rouge et le dôme de la lanterne blanche est gris métallique. Son feu isophase émet, à une hauteur focale de 13 m, un long éclat rouge de deux secondes sur une période de 4 secondes. Sa portée est de 8 milles nautiques (environ 15 km).
Identifiant : ARLHS : ITA-297 ; EF-2406 - Amirauté : E1622 - NGA : 9384.

## Caractéristiques dufeu maritime
Fréquence : 4s (R)
- Lumière : 2 secondes
- Obscurité : 2 secondes

|                    |
| Golde de Pouzzoles |

### Lien connexe
- Liste des phares de l'Italie